# Velodrom Kroměříž
Velodrom Kroměříž je zaniklá cyklistická dráha, která stála na místě zvaném „Rejdiště“ jihovýchodně od centra města u cesty k rybníku Hrubý (nyní biocentrum Hráza, jako bývalé štěrkoviště často nazývaný také Bagrák) a k vojenskému cvičišti 3. pěšího pluku (nyní Letiště Kroměříž). 

## Historie
V Kroměříži se 4. září 1887 konal v budově Nadsklepí první cyklistický sjezd na Moravě, na kterém se zhodnotil dosavadní stav cyklistiky. Ve dnech 5. a 6. července 1890 zde byla velkým mezinárodním závodem otevřena první cyklistická dráha na Moravě. Otevření se zúčastnilo více než sto jezdců v celé řadě disciplín. Z památných jmen české cyklistiky to byl především Josef Kohout spolu se svým bratrem Petrem v závodech tandemových. 
Podmínkou účasti byla nejmenší váha stroje 16 kg, u tricyklu 25 kg a 17 kg u bezpečného stroje roweru, který měl již dvě kola stejného průměru.

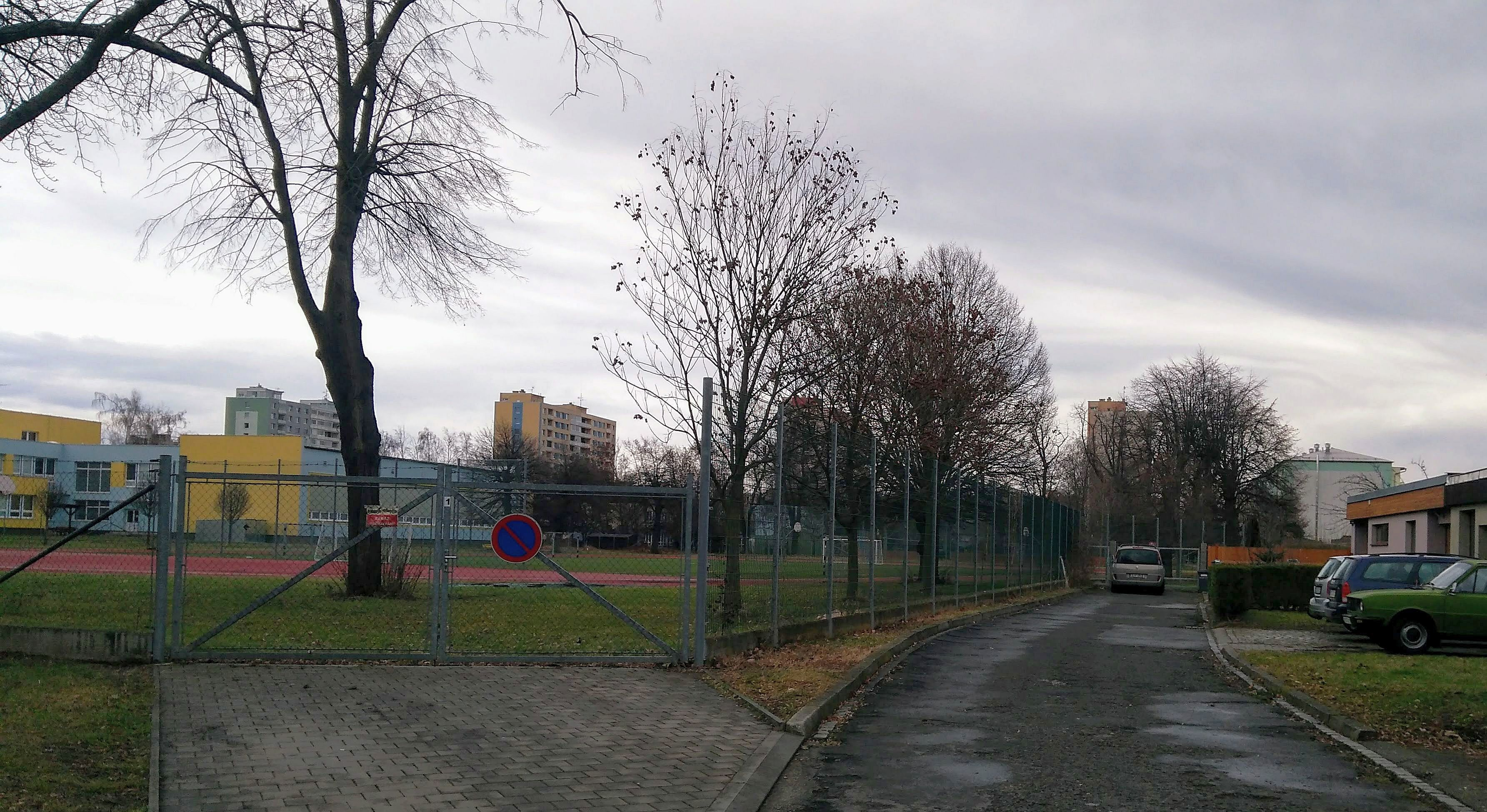
Školní hřiště Rejdiště

Roku 1892 byl učiněn pokus o vytvoření cyklistické organizace na Moravě. V jednatelské knize vyškovského klubu je kroměřížská dráha zmíněna: „Jelikož se klubům moravským náležité podpory od ústředního klubu pražského nedostávalo a kluby vždy jen dobré k placení byly, ustanovily se kluby bicyklistů moravských se spojiti v jeden samostatný klub pod jménem „Spojené kluby moravské“, jejichž úkolem má býti – Udržování závodní dráhy v Kroměříži a podporování rozkvětu klubů moravských.“
Velodrom je v souvislosti s cyklistikou naposledy připomínán v roce 1900. V roce 1909 byly ještě na veledromu uspořádány velké lehkoatletické závody. Poté se „Rejdiště“ stalo domácí hrací plochou pro fotbalové kluby, nejprve klubu SK Haná a od roku 1923 SK Hanácká Slavia Kroměříž.
V období druhé světové války využíval „Rejdiště“ účastník Gauliga Böhmen und Mähren fotbalový klub MSV Kremsier, který patřil pod pozemní jednotky Wehrmacht. Hanácká Slavia se v té době musela spokojit s hřištěm v Podzámecké zahradě. Později na hřišti také působil fotbalový klub VTJ Kroměříž. Po krátkém působení na atletickém stadionu se Hanácká Slavia přesunula na stadion vybudovaný v roce 1989, který byl v roce 2022 přejmenován na stadion Jožky Silného. Z „Rejdiště“ se stalo jen školní hřiště a na zbývající části areálu vyrostla kolonie rodinných domků.

## Popis dráhy
Dráha byla 420 metrů dlouhá a 8 metrů široká. 
Celá byla podložená cihlami, s podkladem z drobného kamene a povrch tvořila asi jeden centimetr silná vrstva popele, hlíny a písku.
U dráhy byly vybudovány tribuny, soudcovská lóže, lóže pro magistrát, obvaziště, převlékárna a úschovna kol. 
Náklad na zbudování činil 3 500 zlatých a byl uhrazen z příspěvků vlastních členů, dobrovolných dárců a upsáním podílnických akcií dalších cyklistických klubů z Vyškova a Prostějova.